# Alfons Fernández Sabaté
Alfons Fernández Sabaté   (Barcelona, 2 de desembre de 1934 - Barcelona, 20 de novembre de 2019) va ser un metge català.
Llicenciat en Medicina i Cirurgia per la Universitat de Barcelona (1958) es va formar inicialment a França i després va seguir els estudis de Medicina a Barcelona. Fou deixeble del doctor Joaquim Cabot Boix. Va ser un traumatòleg especialitzat en cirurgia de maluc. El 1965 s'incorporà al Centre de Traumatologia de l'Hospital Universitari Vall d’Hebron i a partir de 1975 inicià la seva trajectòria a l'Hospital Universitari de Bellvitge (HUB). El 1980 ocupà el càrrec de cap del Servei de Cirurgia Ortopèdica i Traumatologia de l’HUB fins a la seva jubilació l’any 2004. Sota la seva direcció, el Servei de l’HUB esdevingué un dels referents capdavanters en l'àmbit estatal amb la introducció de la cirurgia sèptica i la cirurgia artroscòpica. Va ser membre des de l’any 2004 de la Reial Acadèmia de Medicina de Catalunya.
Va escriure diverses obres sobre la història de la medicina nacional i europea, i va publicar diversos estudis sobre la seva especialitat en el camp de la cirurgia de maluc.

## Reconeixements
- Medalla d’Honor de la Société Française de Chirurgie Orthopédique et Traumatologique. (2005)
- Medalla Josep Trueta de la Generalitat de Catalunya al mèrit sanitari (2005)
- Premi Jordi Gol i Gurina de l'Acadèmia de Ciències Mèdiques i de la Salut de Catalunya i de Balears a la seva trajectòria professional i humana en el camp de la medicina (2011)[4]

## Obres[calcitació]
- Fernández Sabaté A. Barcelona y la SECOT: diálogos entre 1936 y 2002. [Barcelona]: Sociedad Española de Cirugía Ortopédica y Traumatología; 2003.
- Fernández Sabaté A. Prevenció de la infecció quirúrgica en cirurgia ortopèdica i traumatologia. Barcelona: Generalitat de Catalunya, Departament de Sanitat i Seguretat Social; 2000.
- Fernández Sabaté A. Pseudoartrosis postraumáticas de la diáfisis tibial: análisis de 323 observaciones [tesi doctoral][en línia]. Barcelona: Universitat de Barcelona; 1969 [accés 03 de febrer de 2023]. Disponible a : http://hdl.handle.net/2445/36558
- Fernández Sabaté A. Nuestros fundadores y maestros en 1935 y 1947. Madrid: SECOT; 2013.
- Fernández Sabaté A. Los maestros europeos de la cirugía ortopédica y traumatología. Madrid: Sociedad Española de Cirugía Ortopédica y Traumatologia; 2010.
- Fernández Sabaté A, Portabella Blavia F. Fracturas de la extremidad proximal del fémur: curso de cirugía de la cadera. Madrid: Fundació MAPFRE Medicina; 2003.
- Fernández Sabaté A, Portabella Blavia F, Coscujuela Mañá A. Osteotomías de cadera y alteraciones axiles. [Barcelona]: [s.n.]; 2009.
- Méary R, Fernández Sabaté A. Código de clasificación: [para cirugía ortopédica y traumatología]. [Madrid]: Sociedad Española de Cirugía Ortopédica y Traumatología; 1999.